# Кудафльот
Кудафльот (ісландська: [ˈKʰuːðaˌfl̥jouːt]) — річка на півдні Ісландії. Це одна з найбільших льодовикових річок країни.

## Назва
Ланднамабок каже, що ця назва походить від корабля Вільбальда, одного з перших поселенців у Скафтатунзі. Звали кораблі Куді.

## Розташування та притоки
Вона протікає на схід від Мірдалсйокутля через район Скафтатунга і впадає в Атлантичний океан через Мірдальсандур від численних приток, найважливішими з яких є Холмса, Тунгуфльот та Ельдватн. Рука Скафти також впадає в Кудафльот.

## Кількість води
Середній об’єм води 230 м³/с. Найнижче виміряне значення було 110 м³/с та максимальне виміряне значення 2000 м³/с.
Кудафльот є однією з річок, рівень води якої може свідчити про вулканічну активність Катла під Мірдальсйокудль. Тому за нею пильно спостерігають. Ісландське метеорологічне бюро здійснює відстеження приток Холмса, Ельдватн і Скальм.
Виверження Катла викликають єхуплойпи в Кудафльоті.

## Транспортне сполучення
Раніше коней тягли через річку на мілководді. Справжнього броду не існувало, тому мандрівники потребували місцевих провідників і знову і знову ризикували життям. Цей шлях завжди був небезпечним, із глибоким і пливним піском.
Сьогодні Ісландська кільцева дорога перетинає її у вужчому місці на мосту.
Кудафльот був судноплавним фіордом у середні віки. Також кажуть про торгову станцію на острові в цьому фіорді. Вона, очевидно, було похована відкладеннями Катла-Йокульхулапс.

## Корабельне кладовище південного узбережжя
На ісландських узбережжях у 19 столітті були знайдені численні французькі риболовецькі човни.

## Дивіться також
- Список річок Ісландії
- Географія Ісландії

## Зовнішні посилання
- Fáskrúðsfjörður et les " pêcheurs d'Islande " [Fáskrúðsfjörður and the "fishermen of Iceland"] (French) . Архів оригіналу за 25 грудня 2012.